# Judson Brown
Judson Brown (* um 1901 in Monroe, Georgia; † 7. Februar 1933 in Chicago, Illinois) war ein US-amerikanischer Blues- und Barrelhousemusiker (Piano, Gesang).
Brown arbeitete um 1930 in Memphis und Chicago als Sessionmusiker, u. a. für Madelyn James („Stinging Snake Blues“, Brunswick), Mary Johnson („Death Cell Blues“ und „Friendless Gal Blues“), mit dem Gitarristen Tampa Red und mit Mozelle Alderson („Tight Whoopee“). Unter eigenem Namen spielte Brown am 13. Mai 1930 lediglich eine Soloversion der Bluesnummer „You Don‘t Know My Mind Blues“ für Brunswick Records ein, wiederveröffentlicht auf der Kompilation Piano Blues: The Thirties (1930–1939) (Document Records).